# Gerhard I. von Dhaun
Gerhard I., Wildgraf von Dhaun und Kyrburg, († 25. September 1259 in Erfurt) war Erzbischof von Mainz und Reichserzkanzler des Heiligen Römischen Reiches Deutscher Nation aus dem Geschlecht der Wildgrafen.

## Leben

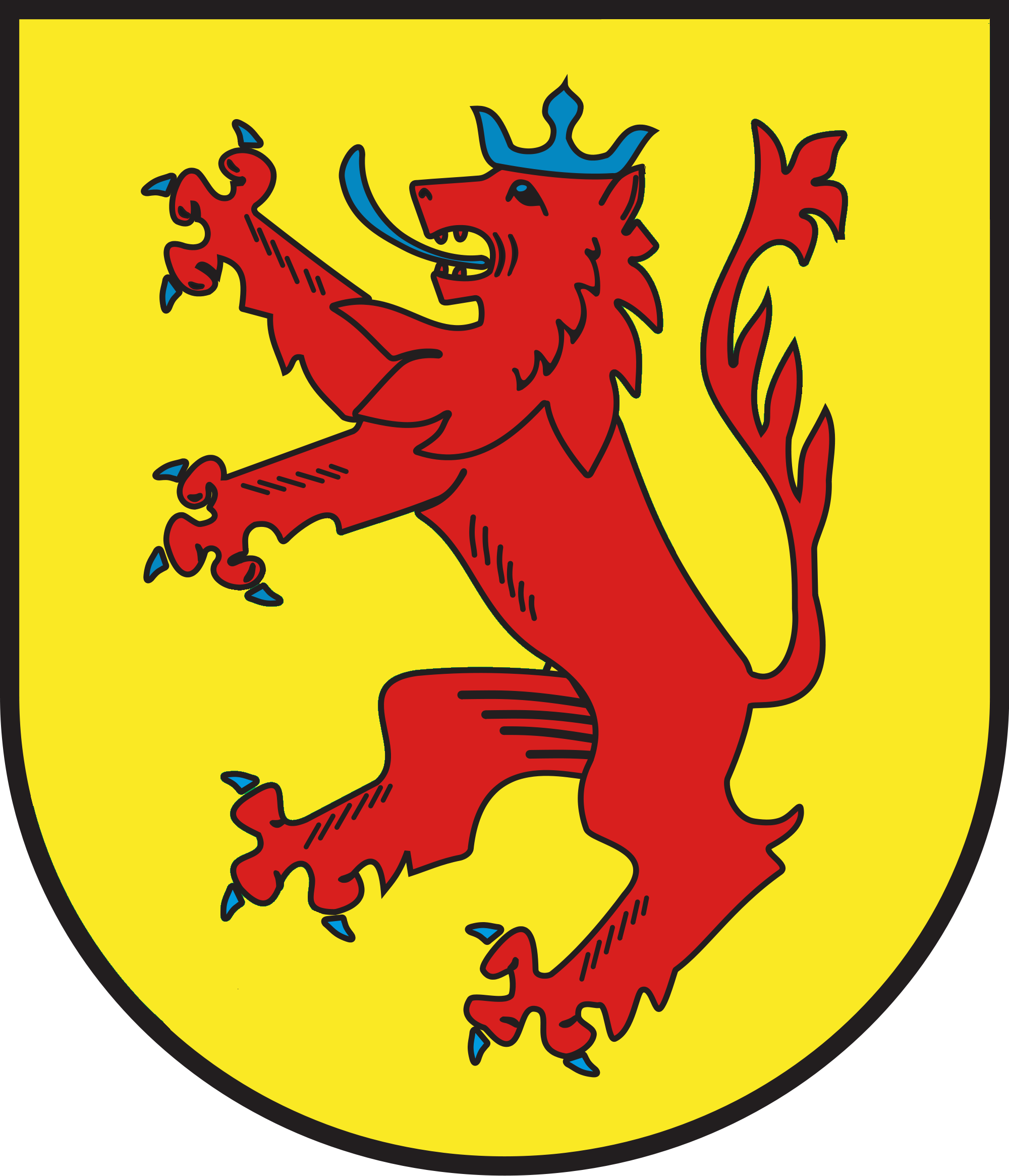
Wappen des Geschlechtes der Wildgrafen von Dhaun

Gerhard war ein Sohn des Wildgrafen Konrad II. (1194–1263). Auch drei seiner Brüder bekleideten hohe kirchliche Ämter: Konrad war Bischof von Freising, Heinrich Abt der Reichsabtei St. Maximin und Simon Propst von St. Mauritz in Mainz. Der mit dem königlichen Kanzler und Bischof von Speyer Heinrich von Leiningen verwandte Gerhard hatte bereits vor seiner Erhebung zum Erzbischof Karriere im Erzstift gemacht. Er war bereits in den 1240er Jahren Domkapitular und Domkantor, bevor er 1244 vom Fritzlarer Konzil für abgesetzt erklärt wurde, nachdem er sich geweigert hatte, der Politik Siegfrieds III. von Eppstein zu folgen und sich der antistaufischen Partei anzuschließen.
1249 versöhnte er sich jedoch mit dem Erzbischof, wechselte die Seiten und wurde daraufhin vom Papst rehabilitiert. Im Juli oder August des Jahres 1251 wurde er Nachfolger des für zu friedfertig befundenen und mit den gravierenden Problemen des Konflikts zwischen Kaiser und Papst überforderten Christian II. von Bolanden. Weil er entweder innerlich niemals mit der staufischen Partei gebrochen hatte oder auf territoriale Zugewinne hoffte, unterstützte er den jungen Konrad IV. und verfiel in den Folgejahren häufiger dem päpstlichen Bann.
Im Februar 1254 schlossen Mainz und Worms das „Ewige Bündnis“, welchem am 3. April Oppenheim und am 29. Mai Bingen beitraten. Hieraus entwickelte sich der Rheinische Städtebund, dem neben Köln und Basel auch die drei geistlichen Kurfürsten von Mainz, Trier und Köln beitraten. Der Bund sollte die Durchsetzung des Mainzer Landfriedens garantieren und erhielt eine solche Bedeutung, dass sich eine neue Reichsorganisation auf seiner Basis andeutete. Doch nach dem Schlachtentod des Königs Wilhelm von Holland zerbrach auch dieser Bund. Das Interregnum begann endgültig und stellte auch Gerhard I. vor neue Herausforderungen. Das Fehlen einer Zentralgewalt förderte die Souveränität der Einzelstaaten und setzte auch den Kurstaat ernsthafter Konkurrenz aus. Bei dadurch unausweichlich gewordenen Auseinandersetzungen geriet der Erzbischof am 16. Januar 1256 in die Gefangenschaft des Herzogs Albrecht von Braunschweig. Dadurch konnte er bei der Königswahl am 13. Januar 1257 seine Stimme nur über einen Mittelsmann, den Erzbischof von Köln, abgeben. Die Wahl führte zu keinem Ergebnis, weil sich jeweils drei der sieben Kurfürsten für einen anderen Kandidaten entschieden und der siebte Kurfürst, der König von Böhmen, keine klare Stimme abgeben wollte.
Das Reich blieb daher weiterhin zerrissen. Der gegen hohe Lösezahlungen freigelassene Gerhard I. selbst geriet hinter dem Erzbischof von Köln, dem er die Vertretung bei der Königswahl hatte übertragen müssen, reichspolitisch mehr und mehr ins Hintertreffen. Auch seine territorialen Bemühungen in Hessen, die ihn überhaupt erst in Gefangenschaft gebracht hatten, waren nicht erfolgreich. So hinterließ er kein geordnetes Erbe, als er am 25. September 1259 in Erfurt, dessen Bürgerschaft er 1255 weitgehende Ratsrechte hatte gewähren müssen, starb. Er wurde in der dortigen Barfüßerkirche begraben.
Seine Neffen waren: Emicho Wildgraf von Kyrburg († 1311), Bischof von Freising, Gerhard Dompropst von Freising, Hugo Domkapitular in Mainz und Friedrich Wildgraf von Kyrburg, Provinzmeister bzw. Großprior des Templerordens für Oberdeutschland.